# Platkopbuidelmuis
De platkopbuidelmuis (Planigale ingrami) is een roofbuideldier uit het geslacht der platkopbuidelmuizen (Planigale). De wetenschappelijke naam van de soort werd voor het eerst geldig gepubliceerd door Oldfield Thomas in 1906. De benaming ingrami is een eerbetoon aan William Ingram, die een van de sponsoren was van de expeditie naar Australië.

## Kenmerken
P. ingrami is het kleinste levende buideldier. Hij heeft een platte, driehoekige kop, grote, naakte, doorschijnende oren en een dunne staart. De bovenkant van het lichaam is grijsbruin, de onderkant geelbruin, de wangen en de keel wit. De kop-romplengte bedraagt 55 tot 65 mm, de staartlengte 45 tot 60 mm en het gewicht 4 tot 6 g.

## Leefwijze
De platkopbuidelmuis is een beweeglijke, 's nachts actieve vleeseter. Dit diertje maakt jacht op ongewervelden en kleine gewervelden op de bodem. In het Noordelijk Territorium worden van februari tot april nesten van vier tot zes jongen geboren, in Queensland worden het hele jaar door (maar vooral van december tot maart) nesten van vier tot twaalf jongen geboren. De jongen worden tot ze zes weken oud zijn in de goed ontwikkelde buidel gedragen en daarna in een verborgen nest achter gelaten. Na twaalf weken zijn ze onafhankelijk.

## Voorkomen
De soort komt voor in gras- en struiklandschappen in Noord-Australië van de Kimberley (West-Australië) tot Townsville (Queensland).

## Ondersoorten
Van deze soort bestaan drie ondersoorten: subtilissima Lönnberg, 1913 in West-Australië, ingrami (Thomas, 1906) in het Noordelijk Territorium en brunnea Troughton, 1928 in Queensland. P. i. subtilissima is mogelijk een aparte soort.
Planigale gilesi · Platkopbuidelmuis (Planigale ingrami) · Planigale kendricki · Planigale maculata · Planigale novaeguineae · Planigale tealei · Planigale tenuirostris